# Panax
Panax és una gènere de petites plantes herbàcies de la família de les Araliàcies.
N'existeixen les següents espècies:
- Panax ginseng: El ginseng xinès o ginseng
- Panax japonicus: El ginseng japonès.
- Panax pseudoginseng: El ginseng de l'Himàlaia.
- Panax quinquefolius: El ginseng americà.
- Panax trifolius: El ginseng nan.
- Panax vietnamensis: El ginseng vietnamita i la seua varietat: P. v. var. fuscidiscus.